# Josef Stecher (Politiker, 1775)

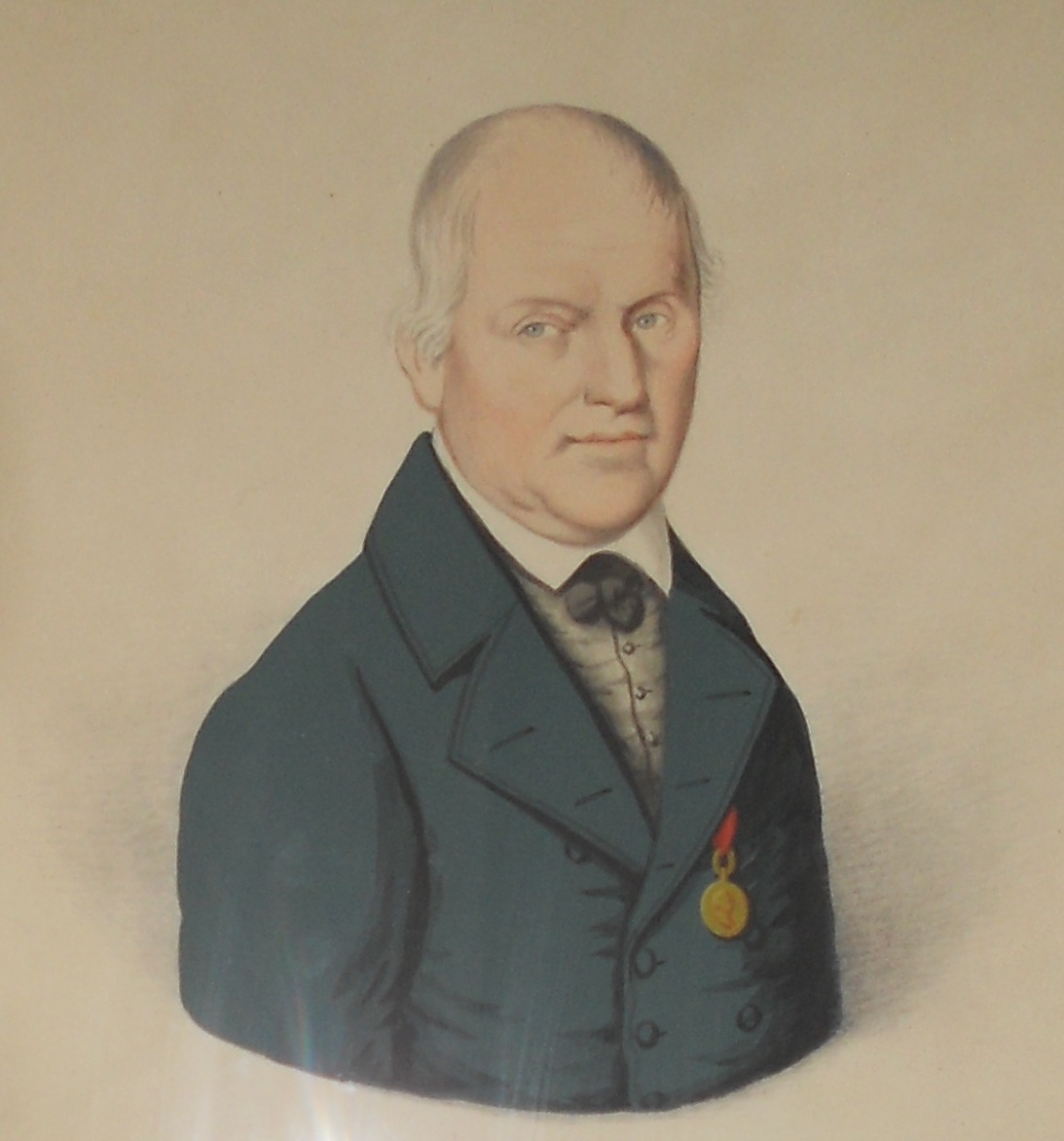
Josef Stecher

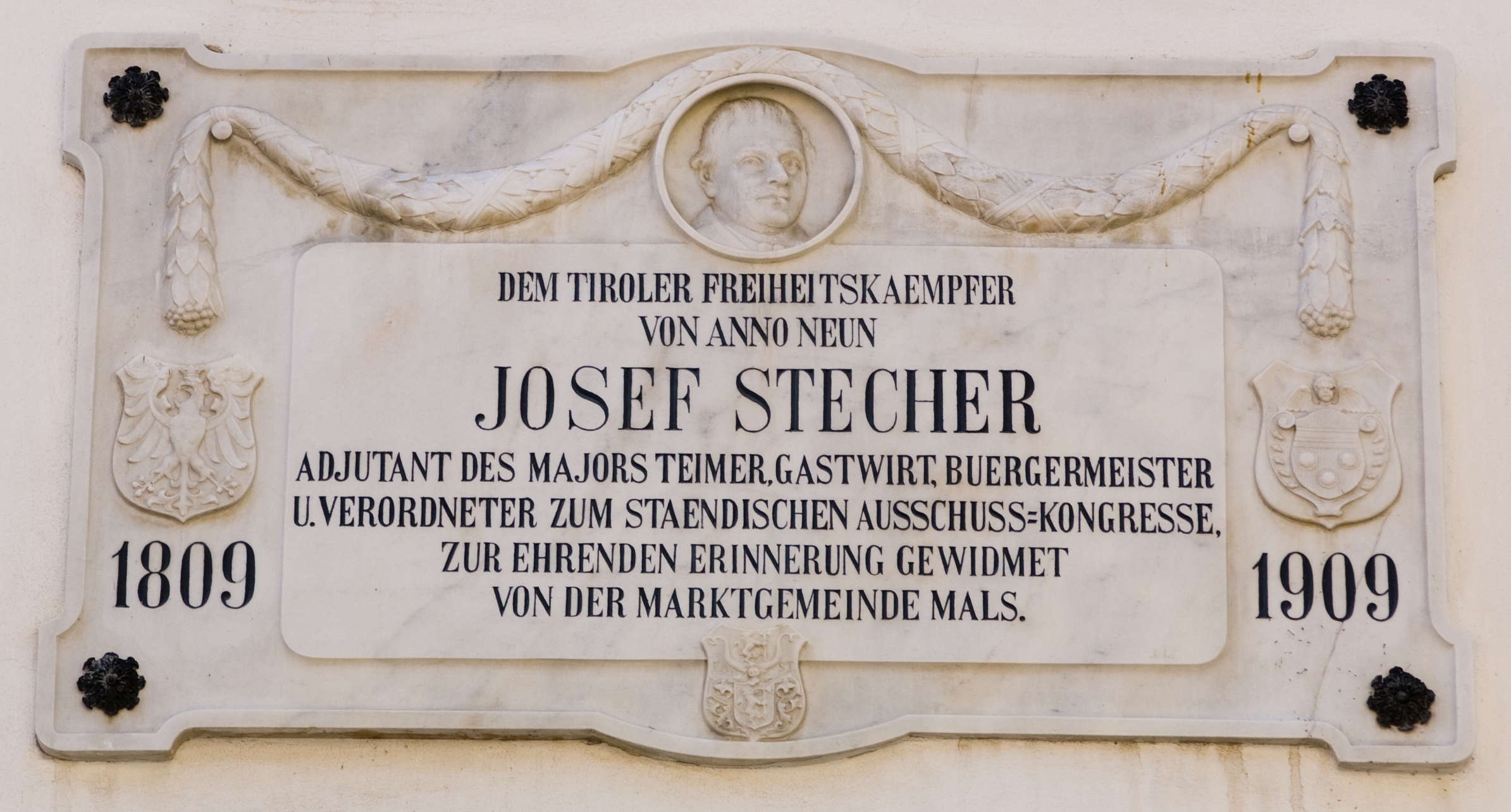
Gedenktafel in Mals

Josef Anton Stecher (* 6. Oktober 1775; † 31. Dezember 1862 in Mals, Südtirol) war Adjutant von Major Martin Teimer während des Tiroler Aufstandes von 1809.

## Leben
Josef Stecher wurde in Mals im Vinschgau als Sohn des Ratsbürgers und Gastwirt Ignatz Jakob Stecher (1743–1819) und der Maria Brigitta Neurauter (1737–1804) als zweites von sieben Kindern geboren. Nach einer kaufmännischen Lehre in Rovereto übernahm er 1806 den elterlichen Gasthof Zum Hirschen, nachdem sein älterer Bruder, Franz Jakob Stecher (1761–1797), im Zuge des Italienfeldzugs 1796/1797 bei Calliano im Kampf gestorben war. Stecher war 50 Jahre lang mit Franziska Flora (1775–1854) aus Glurns verheiratet. Aus dieser Ehe entstammte der gemeinsame Sohn, Anton Stecher (1805–1895).

## Rolle im Tiroler Freiheitskampf 1809
Aufgrund seiner patriotischen, pro-österreichischen Gesinnung und nicht zuletzt wegen seiner Funktion als Bürgermeister im Jahre 1808 wurde Stecher frühzeitig in das Geheimnis der Volkserhebung eingeweiht. Er wurde zum Adjutanten des Majors Martin Teimer ernannt, beteiligte sich aktiv an der zweiten Bergiselschlacht und betätigte sich als Munitionskommissär und Marschverwalter. Mit den Obervinschgauer Kompanien stand er im Außerfern, von wo aus erfolgreiche Streifzüge bis nach Murnau und Weilheim in Bayern unternommen wurden. Im Gegensatz zu Hormayr und Teimer, die Tirol bereits Ende Juli verlassen hatten, blieb Stecher weiter im Land und nahm noch im November an den Kampfhandlungen am Küchelberg bei Meran teil.
Nachdem ihn ein königlich-bayerischer Beamter zu Beginn des Jahres 1813 als ehemaligen Adjutanten des Majors Teimer erkennt und denunziert hatte, wurde Josef Stecher mit einer Militäreskorte nach Innsbruck, von dort nach München, Passau und Ingolstadt abgeführt, wo er neun Monate in Festungshaft verblieb. Trotz zahlreicher Begnadigungs- und Bittschreiben seiner Frau an den Bairischen König, erlangte Stecher die Freiheit erst nach der Wiedervereinigung Tirols mit Österreich. Anfang Dezember 1813 konnte er wieder in seine Heimat zurückkehren.
Er wandte sich an die österreichische Regierung mit Bitte um Entschädigung für die während seiner Deportierung erlittenen Verluste. Betreffs seiner Entschädigungsansprüche wurde er zu Geduld verwiesen und sein Ansuchen wurde später abschlägig beantwortet.
1815, 1823, 1824 und 1825 wurde er wiederholt zum Bürgermeister in Mals gewählt und im Jahre 1841 zum Abgeordneten des Bauernstandes für das Viertel Vinschgau und Nauders beim Tiroler Landtag in Innsbruck bestellt, welche Ehrenstelle er bis zum Jahre der Verfassungsänderung 1848 innehatte.
Danach und vor allem nach dem Ableben seiner Frau im Jahre 1854 zog er sich ins Privatleben zurück und starb am 31. Dezember 1862 nach zweitägigem Unwohlsein im Alter von 87 Jahren.

## Auszeichnungen

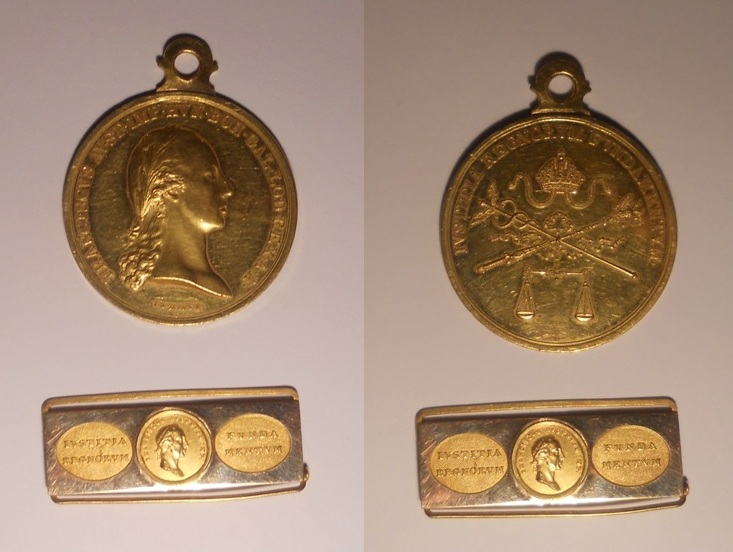
Goldene Civil-Ehrenmedaille am Oer mit Band

Im Jahre 1817 wurde Stecher durch die Verleihung der Goldenen Zivil-Ehrenmedaille am Oer mit Band für seine bewiesene Treue an Fürst und Vaterland und seiner vielen Verdienste die kaiserliche Anerkennung von Kaiser Franz I. zuteil.
Anlässlich der 100-Jahr-Feierlichkeiten 1809–1909 wurde am Geburtshaus Stechers, dem Gasthof Zum Hirschen in Mals, eine Gedenktafel in Laaser Marmor angebracht.
1959 wurde ihm zu Ehren das Schützenbataillon Obervinschgau Josef Stecher benannt.